# Pieśń filaretów
Pieśń filaretów – pieśń Adama Mickiewicza napisana w 1820 w Kownie dla wileńskiego Zgromadzenia Filaretów i stała się jego hymnem; pierwodruk pieśni został opublikowany w 1828 w Warszawie w tygodniku „Motyl”.

## Hymn filaretów
Nie wiadomo, kiedy dokładnie Mickiewicz napisał Pieśń filaretów. Zapewne zapoznał z jej treścią swoich wileńskich przyjaciół, gdy odwiedził Wilno na Boże Narodzenie 1820 roku. W korespondencji filomackiej Pieśń zostaje po raz pierwszy wspomniana w liście Malewskiego do Mickiewicza z dnia 26 stycznia / 7 lutego 1821 roku. Utwór został odśpiewany na imieninach Malewskiego 28 stycznia / 9 lutego. Natomiast Jeżowski w liście do Mickiewicza, datowanym na 17 lutego / 1 marca 1821, być może w tonie delikatnej wymówki napomyka o przygotowywanej trawestacji Pieśni, tak aby piętnowała ona próżniactwo i pyta się przyjaciela, czy sam by się nie podjął tego zadania. Obok Pieśni filareckiej utwór stał się jednym z filareckich hymnów; autor kompozycji do słów Mickiewicza pozostał nieznany.

## Pierwsze wydania
Pieśń krążyła w odpisach wśród młodzieży studenckiej Wilna, stała się filareckim hymnem śpiewanym podczas majówek organizowanych przez związek. Nie zachował się jednak jej autograf. Pierwodruk ukazał się anonimowo w numerze 19 tygodnika „Motyl” z dnia 11 lipca 1828 roku pod tytułem Anakreontyk, maskującym jej rzeczywiste przesłanie. Odnotowano dwa wydania z czasów powstania listopadowego w 1830 roku. W wydaniu książkowym pojawiła się dopiero na emigracji w zbiorowej edycji paryskiej Pism Adama Mickiewicza w 1844 roku. Pomieszczono ją w tomie czwartym wydawnictwa i (zapewne omyłkowo) pominięto szóstą strofę. O tym, że kamuflaż pieśni biesiadnej świetnie pełnił swoją rolę, świadczy wydanie warszawskie z 1858 roku, które ukazało się legalnie mimo restrykcyjnych działań cenzury.

## Forma

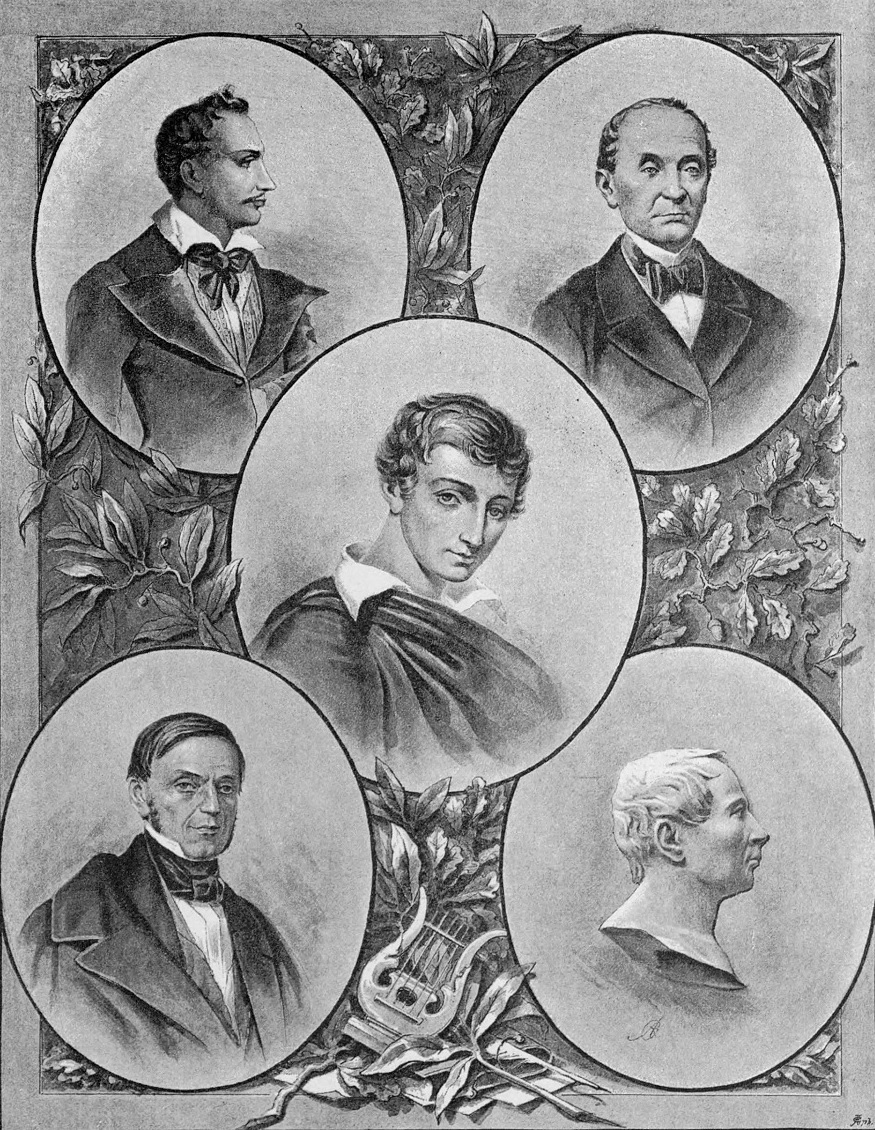
Filomaci i filareci

Utwór ma śpiewną wersyfikację, w której wersy siedmiozgłoskowe o rymach żeńskich przeplatają się (nietypowo) z sześciozgłoskowymi wersami o rymach męskich. Poeta zastosował metrum jambiczne, gdzieniegdzie wzbogacone trochejami. Skrótowość rytmu wiersza połączył z rygorem składni retorycznej, uzyskując lakoniczność wypowiedzi przy użyciu powtórzeń i paralelizmów, eliptycznych kondensacji oraz chiazmów (przeciwstawień składniowych).

## Treść
Pieśń ma charakter pozornego anakreontyku, pod którego powierzchnią poeta ukrył sensy rewolucyjne i narodowe. Popularyzuje treści zawarte w Odzie do młodości (zapewne oba utwory powstały w tym samym czasie).
Utwór nawiązuje do pieśni studenckich. Pierwsza strofa jest naśladowaniem jednej z niemieckich pieśni burszowskich. Kolejne zwrotki wzywają do zabawy reprezentantów różnych nauk, studiowanych przez filaretów: poczynając od filologów (ksiąg greckich, rzymskich steki), poprzez prawników (Ot tam siedzą prawnicy), chemików (kto metal kwasi, pali), matematyków i fizyków (Mierzący świata drogi).
Pomiędzy motywy zabawy zostało wplecione dużo ważniejsze, narodowe i rewolucyjne przesłanie. Trzecia strofa wspomina o śpiewie nie biesiadnym, ale narodowym, kolejna zaś wzywa: Dzisiaj trzeba prawicy / A jutro trzeba praw. Finalne strofy wiersza w typowo romantycznym uniesieniu nawołują do wielkiego czynu, akcentują takie wartości jak jedność i powszechne dobro.
Zdzisław Kępiński dostrzega w Pieśni symbolikę wolnomularską i alchemiczną (tę ostatnią zaczerpniętą z dzieł Jakuba Böhmego). Pierwsza strofa jest parafrazą pieśni jednego z niemieckich Burschsenchaftów, które często były organizacjami powiązanymi z masonerią. Postulat radości i weselenia się (obok innych bardziej wzniosłych idei) jest cechą wspólną tajnych związków masońskich i studenckich, zarówno w Niemczech, jak i w Wilnie.
W słowach Kto metal kwasi, pali badacz widzi opis procedur, mających na celu alchemiczne wytworzenie złota, które to można uzyskać na dwa sposoby: poprzez proces „mokry” – trawienie materii kwasem, lub „suchy” – poprzez jej wypalanie w ogniu. Jednak poeta odżegnuje się od alchemicznych starań, odwracając je żartobliwie na opak: My ze złotych metali / Bacha ciągnijmy kwas. Kępiński wyjaśnia także metaforę słodkiego pierwiastka, odwołując się do Aurory Böhmego. W dziele tym wśród siedmiu pierwiastków (jakości bytu) alchemik jako drugą wymienia jakość słodką, która przezwycięża gniew i jest źródłem miłosierdzia boskiego. Ukrytym przez Mickiewicza przesłaniem utworu jest pokazanie, jak podczas studenckiej zabawy w iście alchemiczny sposób powstaje ten bezcenny kruszec, którym jest brać filomacka wraz ze swoimi ideałami.

## Proces filomatów
Pieśń stała się dowodem w procesie filomatów i jednym z punktów oskarżenia. Raport Nowosilcowa podaje ją jako przykład rewolucyjnej postawy sądzonych. Komisja śledcza powzięła o niej informacje z przesłuchania Jankowskiego 23 października 1823 roku. Jej kopię znaleziono u innego z oskarżonych, Kozakiewicza. Systematycznie wypytywano o nią Zana, domagano się, aby objaśniał ukryte w niej aluzje oraz spisał oryginalną – zdaniem komisji – zatajoną treść utworu. Bezskutecznie próbowano ustalić autorstwo tekstu. Przesłuchiwani na śledztwie bagatelizowali przesłanie utworu, odnosząc się jedynie do jego zabawowego charakteru.